# Húnavatnshreppur
Húnavatnshreppur é um município na Islândia. Em 2021 tinha uma população estimada em 372 habitantes.